# 美作大崎駅
美作大崎駅（みまさかおおさきえき）は、岡山県津山市福力にある、西日本旅客鉄道（JR西日本）姫新線の駅である。
なお、駅名の由来となっている旧勝田郡大崎村は「おおざき」と濁るのが正しい。

## 歴史
- 1934年（昭和9年）11月28日：鉄道省姫津西線（現・姫新線）美作江見 - 東津山間開通時に開設[1]。
  - 当時の所在地表示は岡山県勝田郡大崎村（おおざきそん）福力であった[1]。
- 1936年（昭和11年）
  - 4月8日：姫路 - 東津山間全通。姫津西線が姫津線の一部となり、当駅もその所属となる。
  - 10月10日：姫津線が姫新線の一部となり、当駅もその所属となる。
- 1962年（昭和37年）3月1日：貨物取扱廃止[1]。
- 1973年（昭和48年）3月12日：荷物扱い廃止[2]、無人駅化[3]。
- 1987年（昭和62年）4月1日：国鉄分割民営化に伴い、JR西日本の駅となる[1]。

## 駅構造

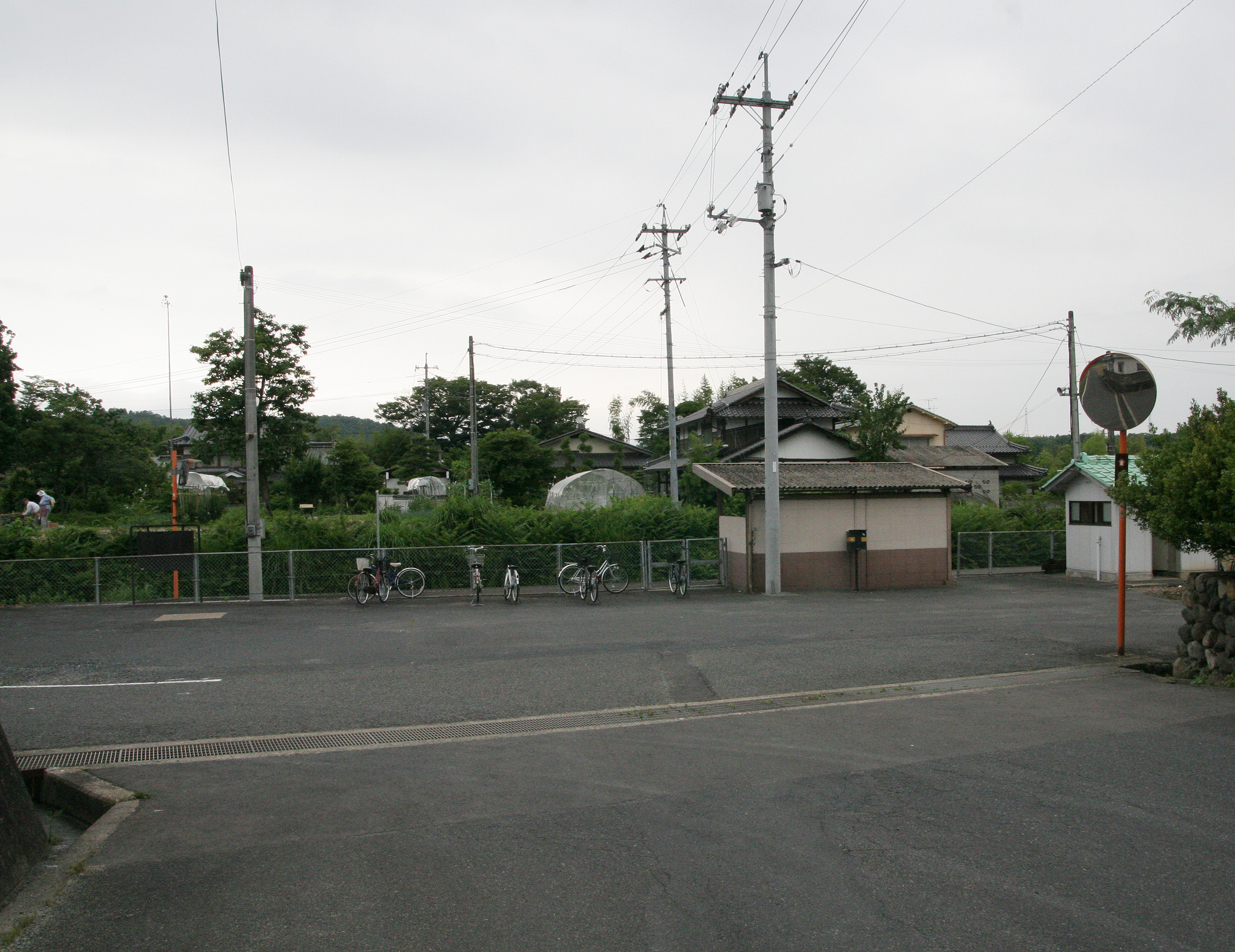
全体の様子（2008年6月）

津山方面に向かって左側に単式ホーム1面1線を有する地上駅（停留所）である。棒線駅のため、津山方面行と佐用方面行双方が同一のホームより発車する。
津山駅管理の無人駅。駅舎は無く、直接ホームに入る形となっている。自動券売機も設置されていない。

## 利用状況
近年の1日平均乗車人員の推移は以下の通り。
| 乗車人員推移 | 乗車人員推移 |
| 年度         | 1日平均人数  |
| ------------ | ------------ |
| 1999         | 30           |
| 2000         | 29           |
| 2001         | 36           |
| 2002         | 29           |
| 2003         | 24           |
| 2004         | 25           |
| 2005         | 22           |
| 2006         | 28           |
| 2007         | 29           |
| 2008         | 29           |
| 2009         | 22           |
| 2010         | 19           |
| 2011         | 19           |
| 2012         | 23           |
| 2013         | 25           |
| 2014         | 23           |
| 2015         | 24           |
| 2016         | 23           |
| 2017         | 25           |
| 2018         | 24           |
| 2019         | 22           |
| 2020         | 21           |
| 2021         | 20           |

## 駅周辺
- 福力荒神社
- 大崎郵便局
- 津山市立大崎小学校
- 国道179号
- 岡山県道412号福井美作大崎停車場線
- 中鉄北部バス・柵原星のふる里バス「大崎」停留所
- 津山圏域消防組合 東消防署

## 隣の駅
西日本旅客鉄道（JR西日本）
 姫新線
■快速
通過
■普通
西勝間田駅 - 美作大崎駅 - 東津山駅